# Neill Blomkamp
Neill Blomkamp (Johannesburg, província de Gauteng, Sud-àfrica, 17 de setembre de 1979) és un director i guionista sud-afro-canadenc.
Després de curts i de publicitat, dirigeix el seu primer llargmetratge District 9 amb Peter Jackson com a productor executiu.

## Biografia
Originari de Sud-àfrica, Neill Blomkamp es trasllada al Canadà amb divuit anys on estudia a l'escola de cinema de Vancouver. Debuta a continuació com a especialista d'efectes visuals per al cinema i la televisió i treballa sobretot per a la sèrie Smallville i Stargate SG-1 Passa a la direcció posant en escena diversos clips i films publicitaris. Molt ràpidament descobert per grans firmes, obté grans pressupostos per a marques com Nike i Citroën, així els seus cotxes ballarins han fet la volta al món.
L'any 2005, amb vint-i-sis anys, destaca amb el seu curt Alive in Joburg on imagina, en un estil documental, la ciutat de Johannesburg turmentada per problemes d'immigració i d'integració… d'extra-terrestres! És llavors escollit per Peter Jackson per realitzar l'adaptació del vídeojoc Halo. Malgrat algunes proves prometedores, el film és anul·lat a causa d'un pressupost considerat excessiu. Es tomba llavors cap a un projecte més personal, District 9, que reprèn la trama i l'estil del seu curt Alive in Joburg tot desenvolupant-la. Dotat d'un pressupost d'aproximadament 30 milions de dòlars estatunidencs, el film es va rendibilitzar des del seu primer cap de setmana d'explotació als Estats Units.
El director retroba a continuació el seu còmplice Sharlto Copley per a Elysium, l'acció de la qual se situa l'any 2154. Mentre que la població pobra intenta sobreviure sobre una Terra devastada, els rics marxen a instal·lar-se a una estació espacial d'alta tecnologia sense guerra ni malalties. Matt Damon i Jodie Foster tenen els papers principals d'aquest film que barreja ciència-ficció i lluita de classes.
L'any 2015, el director segueix en el seu gènere de predilecció amb Chappie, robots dotats de raó i sentiments, que haurà de provar el seu valor enfront de persones espantades per aquesta avançada tecnologia. Retroba novament el seu actor fetitxe Sharlto Copley, que posa la veu i els seus moviments a Chappie, al costat de Hugh Jackman, habituat amb robots (després Real Steel).

### Carrera
Neill Blomkamp comença la seva carrera treballant en els efectes especials de sèries de televisió com Stargate SG-1, Space Hospital i First Wave, de films com Destinació: Graceland (2001).
Dirigeix a continuació una sèrie de tres curts en l'univers de Halo: Halo: Arms Race, Halo: Last One Standing i Halo: Landfall anomenats col·lectivament Halo). Més tard és contractat per dirigir l'adaptació cinematogràfica Halo. No obstant això amb els problemes financers, el projecte va ser ajornat sine die.
L'any 2008, ha assolit el Cannes Lions i el Gran Premi de Film Lions amb la seva publicitat Halo: Combat.
És també realitzador de publicitat en relació amb el Citroën C4 on el cotxe es transforma en un dels Transformers.
Rodada a la primavera del 2008 a Sud-àfrica sota l'ègida de Peter Jackson i WingNut Films, District 9 està directament inspirada en el seu curt Alive in Joburg. Explica la subsistència d'alguns extra-terrestres que han trobat refugi a Johannesburg i són tractats com a immigrats clandestins obligats a treballar per al MNU (Multi-Nacional United). Un agent del govern s'interessarà en les seves biotecnologies.
El seu segon llargmetratge Elysium s'estrena l'any 2013. Torna a treballar amb l'actor principal de District 9, Sharlto Copley, que no obstant això aquí té un paper més secundari. Protagonitzada per Matt Damon i Jodie Foster. Durant la promoció, confessa que el seu film preferit és Aliens, el retorn de James Cameron.
El març del 2015, s'estrena el seu tercer llargmetratge, Chappie.
A continuació havia de posar en escena Alien 5, anunciat pel lloc de Hollywood ComingSoon el 18 de febrer de 2015 després d'un tweet oficial de l'interessat. El projecte és no obstant això rebutjat sense data precisa en benefici de Alien: Covenant de Ridley Scott que surt l'any 2017. Neill Blomkamp es llança llavors a un nou projecte: la sèrie antològica Oats, composta de curts experimentals lligats entre ells per un ambient de ciència-ficció distòpic. El primer curt és posat gratuïtament en línia íntegrament. Es tracta de Rakka, amb Sigourney Weaver.
El juliol de 2018, ha anunciat que dirigirà Robocop Returns, una continuació del film RoboCop de Paul Verhoeven estrenat l'any 1987.

### Vida privada
Neill Blomkamp és l'espòs de la guionista canadenca Terri Tatchell, amb qui ha escrit District 9 i Chappie.

## Filmografia

### Llargmetratges
- 2009: District 9
- 2013: Elysium
- 2015: Chappie[10]

### Curts
- 2004: Tetra Vaal
- 2006: Adicolor Yellow
- 2006: Alive in Joburg
- 2006: Tempbot
- 2007: Halo: Arms Race: Landfall (compost de Halo: Arms Raça, Halo: Last One Standing: Combat i Halo: Last One Standing)
- 2017: Rakka
- 2017: Firebase
- 2017: Zygote

## Premis i nominacions

### Premis
- Premis Los Angeles Film Critics Association 2009: New Generació Award per a Districte 9
- Premi Ray Bradbury 2010 per a Districte 9

### Nominacions
- Primetime Emmy Awards 2001: Millors efectes visuals en una sèrie televisada per a l'episodi pilot de Dark Angel
- Premis Oscar de 2009: Oscar al millor guió adaptat per a Districte 9
- Globus d'Or del 2010: Globus d'Or al millor guió per a Districte 9
- BAFTA 2010:
  - Millor director per a Districte 9
  - Millor guió adaptat per a Districte 9
- Premis Saturn 2010:
  - Millor director per a Districte 9
  - Millor guió per a Districte 9